# 藤田幹太
藤田 幹太（ふじた かんた、2003年3月26日 - ）は、ジャパンラグビーリーグワンの九州電力キューデンヴォルテクスに所属しているラグビーユニオン選手。

## 経歴
2018年、福岡県立筑紫高等学校入学。高3で花園（全国高等学校ラグビーフットボール大会）にロックで出場した。
2021年、日本体育大学に進学。フッカーまたはプロップを担当し、1年時では大学選手権に控えのプロップで出場した。
2025年4月1日、ジャパンラグビーリーグワンの九州電力キューデンヴォルテクスに加入した。